# サウスポートFC
サウスポート・フットボールクラブ（Southport Football Club）はイングランド、マージーサイド州、サウスポートを本拠地とするサッカークラブチームである。2017-2018シーズンはカンファレンス・ノース（6部相当）に所属。

## プロリーグ時代
1921-22シーズンから1977-78シーズンまではフットボールリーグに所属していた。長らくチームは低迷していたが、1966-67シーズンにディヴィジョン4で2位になり、クラブ初のディヴィジョン3に昇格した。1968-69シーズンにはディヴィジョン3で8位でシーズンを終了した。この成績がクラブの歴代最高成績である。翌1969-70シーズンに22位でディヴィジョン4に降格。1972-73シーズンにディヴィジョン4で優勝し、ディヴィジョン3に再昇格したが、今度は1年で降格した。1975-76シーズンから1977-78シーズンの3シーズン連続で最下位のひとつ上の順位である23位でシーズンを終えたのち、ノンプロリーグへと降格した。以降フットボールリーグの舞台への復帰は果たせていない。
FAカップの最高成績は1965-66シーズンの5回戦進出。EFLカップは2回戦進出が最高成績。

## 名称変更
- 1881-1894 サウスポートFC
- 1894-1895 サウスポート・ワンダラーズFC
- 1895-1918 サウスポート・セントラルFC
- 1918-1919 サウスポート・ヴァルカンFC
- 1919-現在 サウスポートFC

## タイトル

### 国内タイトル
- フットボールリーグ・フォースディヴィジョン

1972-1973
- ノーザンプレミアリーグ

1992-1993
- カンファレンス・ノース

2009-2010

### 国際タイトル
- なし

## 歴代監督
- ビリー・ビンガム 1965-1967
- アレックス・パーカー 1970-1971
- ジミー・メドウズ 1971-1973
- ジミー・メリア 1975
- ポール・フッチャー 1997-2000
- マーク・ライト 2000-2001
- ピーター・ダヴェンポート 2007-2008
- ケヴィン・デイヴィス 2017-2018

## 歴代所属選手
- モーゼス・ラッセル 1912-1913
- パディー・マコーネル 1930-1932
- マット・オマホニー 1935
- ジミー・メドウズ 1948-1951
- ピーター・デスモンド  1950-1951
- スタン・モーテンセン 1957-1958
- ビル・ペリー 1962-1963
- アレックス・パーカー 1965-1968
- ピーター・ウィズ 1971
- ルーサー・ブリセット 1994
- ピーター・ダヴェンポート 1995-1997
- ポール・フッチャー 1997-2000
- 高野圭介 2000
- マーク・ダフィー 2007-2009
- ロドニー・ジャック 2008
- クレイグ・ヌーン 2008
- ダレン・ステファンソン 2012
- アシュリー・パーマー 2012
- ネイサン・エリントン 2013
- ダビド・ラヤ 2014-2015
- ベン・デイヴィス 2015
- イアイン・ターナー 2017-2018
- エリオット・オズボーン 2018
- ジャック・ダン 2020